# Iphimedia stimpsoni
Iphimedia stimpsoni is een vlokreeftensoort uit de familie van de Iphimediidae. De wetenschappelijke naam van de soort is voor het eerst geldig gepubliceerd in 1862 door Bate.